# Peribatodes
Peribatodes is een geslacht van vlinders van de familie spanners (Geometridae), uit de onderfamilie Ennominae.

## Soorten
- P. abstersaria (Boisduval, 1840)
- P. aechmeëssa Prout, 1929
- P. buxicolaria (Mabille, 1873)
- P. correptaria (Zeller, 1847)
- P. ilicaria Geyer, 1833
- P. inouei Stüning, 1987
- P. jugurthina Turati & Krüger, 1936
- P. manuelaria Herrich-Schäffer, 1852
- P. perversaria (Boisduval, 1840)
- P. powelli (Oberthur, 1913)
- P. psoralaria Millière, 1885
- P. rhomboidaria

Taxusspikkelspanner Denis & Schiffermüller, 1775
- P. secundaria

Geveerde spikkelspanner Denis & Schiffermüller, 1775
- P. subflavaria (Millière, 1876)
- P. syrilibanoni Wehrli, 1931
- P. umbraria (Hübner, 1809)